# Francis J. Myers
Francis John Myers, född 18 december 1901 i Philadelphia, Pennsylvania, död 5 juli 1956 i Philadelphia, Pennsylvania, var en amerikansk demokratisk politiker. Han representerade delstaten Pennsylvania i båda kamrarna av USA:s kongress, först i representanthuset 1939–1945 och sedan i senaten 1945–1951.
Myers avlade 1927 juristexamen vid Temple University och inledde senare samma år sin karriär som advokat i Philadelphia. Myers besegrade sittande kongressledamoten Michael J. Stack i demokraternas primärval inför kongressvalet 1938. Stack ställde upp på nytt som obunden kandidat i själva kongressvalet men Myers vann valet och tillträdde som kongressledamot i januari 1939. Han omvaldes två gånger.
Myers besegrade sittande senatorn James J. Davis i senatsvalet 1944. Han kandiderade 1950 till omval men besegrades av republikanen James H. Duff.
Myers grav finns på Holy Sepulchre Cemetery i Montgomery County, Pennsylvania.